# توم كيرك
توم كيرك (بالإنجليزية: Tom Kirk)‏ هو لاعب كرة قاعدة أمريكي، ولد في 27 سبتمبر 1927 في فيلادلفيا في الولايات المتحدة، وتوفي بنفس المكان في 1 أغسطس 1974.

## وصلات خارجية
- توم كيرك على موقعبيزبول رفرنس.كوم (الدوري الرئيسي) (الإنجليزية)